# 马杜桥乡
马杜桥乡，是中华人民共和国湖南省衡陽市祁东县下辖的一个乡镇级行政单位。

## 行政区划
马杜桥乡下辖以下地区：
罗江村、司公园村、石桥头村、回龙村、七星岭村、桥头村、小山村、回水村、淡家桥村、高峰村、庙冲村、西冲村、无底村、光明村、老屋圹村、两头塘村、白沅村、潜龙村、乐园村和延甲村。